# Tina Live
Ne pas confondre avec Tina Live in Europe, premier album live de Tina Turner sorti en 1988.
Albums de Tina Turner
Tina!
(2008) Love Songs
(2014)
Albums de Tina Turner
All the Best - The Live Collection
(2005)
Tina Live est le deuxième album live de Tina Turner, paru le 28 septembre 2009 en Europe et deux semaines plus tard, le 13 octobre, aux États-Unis, sur le label Parlophone.
Les morceaux ont été enregistrés lors de la tournée Tina Live: 50th Anniversary Tour, le 21 mars 2009 au Gelredome d'Arnhem aux Pays-Bas.

## Liste des titres
| 1.  | Steamy Windows                                                  | Tony Joe White                             | 4:26 |
| 2.  | River Deep, Mountain High                                       | Phil Spector, Jeff Barry, Ellie Greenwich  | 3:53 |
| 3.  | What You Get Is What You See                                    | Terry Britten, Graham Lyle                 | 4:02 |
| 4.  | Better Be Good to Me                                            | Holly Knight, Nicky Chinn, Mike Chapman    | 6:25 |
| 5.  | What's Love Got to Do with It                                   | Terry Britten, Graham Lyle                 | 3:39 |
| 6.  | Private Dancer                                                  | Mark Knopfler                              | 6:29 |
| 7.  | We Don't Need Another Hero                                      | Terry Britten, Graham Lyle                 | 5:10 |
| 8.  | Let's Stay Together                                             | Willie Mitchell, Al Green, Al Jackson, Jr. | 4:07 |
| 9.  | Jumpin' Jack Flash                                              | Mick Jagger, Keith Richards                | 1:47 |
| 10. | It's Only Rock 'n Roll (But I Like It) (featuring Lisa Fischer) | Mick Jagger, Keith Richards                | 3:22 |
| 11. | GoldenEye                                                       | Bono, The Edge                             | 4:07 |
| 12. | Addicted to Love                                                | Robert Palmer                              | 4:53 |
| 13. | The Best                                                        | Holly Knight, Mike Chapman                 | 5:06 |
| 14. | Proud Mary                                                      | John Fogerty                               | 9:51 |
| 15. | Nutbush City Limits                                             | Tina Turner                                | 7:34 |

| 1.  | Introduction Music (instrumental)                               |  |
| 2.  | Steamy Windows                                                  |  |
| 3.  | Typical Male                                                    |  |
| 4.  | River Deep, Mountain High                                       |  |
| 5.  | What You Get Is What You See                                    |  |
| 6.  | Better Be Good to Me                                            |  |
| 7.  | Ninja Chase (instrumental)                                      |  |
| 8.  | Acid Queen                                                      |  |
| 9.  | What's Love Got to Do with It                                   |  |
| 10. | What's Love Got to Do with It (reprise avec le public)          |  |
| 11. | Private Dancer                                                  |  |
| 12. | Weapons Sequence (instrumental)                                 |  |
| 13. | We Don't Need Another Hero                                      |  |
| 14. | Help!                                                           |  |
| 15. | Let's Stay Together                                             |  |
| 16. | Undercover Agent for the Blues                                  |  |
| 17. | I Can't Stand the Rain                                          |  |
| 18. | Jumpin' Jack Flash                                              |  |
| 19. | It's Only Rock 'n Roll (But I Like It) (featuring Lisa Fischer) |  |
| 20. | Flamenco/009 Encounter (instrumental)                           |  |
| 21. | GoldenEye                                                       |  |
| 22. | Addicted to Love                                                |  |
| 23. | The Best                                                        |  |
| 24. | Proud Mary                                                      |  |
| 25. | Nutbush City Limits                                             |  |
| 26. | Be Tender with Me Baby                                          |  |

## Classements
| Pays                      | Meilleur classement hebdomadaire (2009) |
| ------------------------- | --------------------------------------- |
| Allemagne (BVMI)          | 18e                                     |
| Autriche (IFPI Autriche)  | 8e                                      |
| Belgique (BEA)            | 18e (Ultratop Flandre)                  |
| Belgique (BEA)            | 58e (Ultratop Wallonie)                 |
| Croatie (HDU)             | 15e                                     |
| Écosse (OCC)              | 45e                                     |
| Espagne (Promusicae)      | 58e                                     |
| États-Unis (RIAA)         | 169e (Billboard 200)                    |
| États-Unis (RIAA)         | 80e (Top R&B/Hip-Hop Albums)            |
| France (SNEP)             | 93e                                     |
| Italie                    | 76e                                     |
| Mexique (Top 100 Mexico)  | 93e                                     |
| Pays-Bas (MegaCharts)     | 3e                                      |
| Portugal                  | 18e                                     |
| Tchéquie (ČNS IFPI)       | 11e                                     |
| Suède (Sverigetopplistan) | 59e                                     |
| Suisse (IFPI Suisse)      | 58e                                     |